# Offshore Leaks

Estrutura do grupo e estatísticas da “Gourmet Master Co. Ltd.”, em 31 de dezembro de 2017, com hiperlinks para o banco de dados de vazamentos no exterior do ICIJ

Offshore Leaks é um relatório que divulga detalhes de 130 mil contas offshore em abril de 2013. Alguns observadores o classificaram como o maior golpe contra a fraude tributária internacional de todos os tempos (até o momento), embora tenha sido apontado que empresas normais podem usar a legislação offshore para facilitar as formalidades no comércio internacional.
O relatório teve origem na organização sem fins lucrativos de jornalismo investigativo de Washington DC, o Consórcio Internacional de Jornalistas Investigativos (ICIJ), que colaborou com repórteres de todo o mundo para produzir a série de relatórios de investigação publicados em conexão com The Global Muckraker, do ICIJ. A investigação é baseada em um cache de 2,5 milhões de registros secretos sobre os ativos offshore de pessoas de 170 países e territórios, obtidos pelo diretor do ICIJ, Gerard Ryle.
O banco de dados de vazamentos offshore do ICIJ é encabeçado pelo parágrafo preventivo: "Existem usos legítimos para empresas e fundos offshore. Não pretendemos sugerir ou sugerir que quaisquer pessoas, empresas ou outras entidades incluídas no Banco de Dados de Vazamentos Offshore do ICIJ violaram a lei ou agiram de maneira inadequada". Mais de cem jornalistas de mais de sessenta países e dezenas de organizações de notícias participaram da investigação, que desde então se expandiu para incluir revelações sobre as participações no exterior das elites políticas e empresariais da China.

## Pessoas
Imee Marcos, filha do ex-presidente filipino Ferdinand Edralin Marcos, está na lista. As autoridades filipinas estão investigando se o dinheiro faz parte dos 5 bilhões de dólares com os quais Marcos fugiu do país na década de 1980. Também estão na lista a família do presidente do Azerbaijão Ilham Aliyev, o ex-primeiro-ministro da Geórgia Bidzina Ivanishvili, Olga Shuvalov (esposa do ex-primeiro-ministro russo Igor Shuvalov), a vice-diretora do Conselho da Gazprom Valeriy Golubev e os oligarcas ucranianos Rinat Akhmetov e Dmytro Firtash.
Kazi Zafarullah, parente do primeiro-ministro do Bangladesh, Sheikh Hasina, e sua esposa são acionistas de duas empresas offshore nas Ilhas Virgens Britânicas.

## Reações
Um político alemão, Peer Steinbrück, pediu duras penas aos bancos envolvidos no escândalo, até a revogação das licenças bancárias. O ICIJ relata que a série de histórias provocou "investigações oficiais, mudanças radicais nas políticas e renúncias de alto nível" em todo o mundo, com o principal funcionário tributário da União Europeia chamando o Offshore Leaks de "o gatilho mais significativo" por trás do novo esforço da Europa para reprimir refúgios offshore e sonegação fiscal global. "Estamos em um contexto completamente diferente hoje" por causa das revelações de vazamentos no exterior, afirmou o secretário de Estado da Bélgica. "É um mundo novo".
O consultor do IBC Ryan Mohanlal respondeu que cada empresa, holding, corporação ou entidade registrada tem suas próprias razões para fazê-lo e que existem razões legítimas para incorporar neste formulário.[carece de fontes?]
No Brasil, os critérios do ICIJ para selecionar jornalistas foram criticados por falta de transparência. Os jornalistas escolhidos pelo ICIJ fazem parte de conglomerados da mídia que poderiam ter conexões com os proprietários de contas no exterior. Afirma que os jornalistas do UOL (uma joint venture entre o Grupo Abril e a Folha de S.Paulo) e O Globo (do grupo Globo, patrocinadores da ditadura militar) podem escolher e divulgar nomes de acordo com o viés político e não com o interesse público, eventualmente, o repórter investigativo Amaury Ribeiro Jr. deixar o ICIJ.

## Dados primários
Em 15 de junho de 2013, um banco de dados pesquisável que inclui parte dos dados ficou disponível. Até agora, o conjunto completo de dados primários não foi disponibilizado ao público.
Não há conexão conhecida entre o ICIJ "Offshore Leaks" e "WikiLeaks".